# Strø Herred

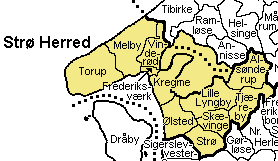
Strø Herred

Strø Herred was een herred in het voormalige Frederiksborg Amt in Denemarken. De herred was oorspronkelijk groter, maar in de dertiende eeuw werd Holbo Herred afgesplitst. In 1970 werd het gebied deel van de nieuwe provincie Frederiksborg.

## Parochies
De herred was verdeeld in elf parochies.
- Alsønderup
- Frederiksværk
- Kregme
- Lille Lyngby
- Melby
- Skævinge
- Strø
- Tjæreby
- Torup
- Vinderød
- Ølsted